# Love Letters (pièce de théâtre)
Pour les articles homonymes, voir Love Letters.
Love Letters est une pièce de A. R. Gurney, finaliste du prix Pulitzer de théâtre.
La pièce est centrée sur deux personnages, Melissa Gardner et Andrew Makepeace Ladd III. Utilisant la forme épistolaire que l’on retrouve parfois dans les romans, ils s'assoient côte à côte à des tables et lisent les notes, lettres et cartes dans lesquelles, pendant près de 50 ans, ils discutent de leurs espoirs et ambitions, rêves et déceptions, victoires et défaites qui se sont passés entre eux tout au long de leur vie séparée.
La pièce est une performance de prédilection pour les acteurs reconnus et fort occupés, car elle nécessite peu de préparation et le texte n'a pas besoin d'être mémorisé. Elle est d'abord exécutée par le dramaturge lui-même avec Holland Taylor à la New York Public Library, puis en 1988 au Long Wharf Theatre à New Haven, au Connecticut, avec Joanna Gleason et John Rubinstein.

## Argument
Andrew Makepeace Ladd III et Melissa Gardner, tous deux nés d'une famille aisée et d'une bonne position, sont des amis d'enfance dont la correspondance de toute une vie commence par des notes de remerciement pour une fête d'anniversaire et des cartes postales d'un camp d'été. Attachés à l'amour, ils continuent à échanger des lettres tout au long de l'internat et des années universitaires — où Andy excelle à Yale et à la faculté de droit, tandis que Melissa sort d'une série de « bonnes écoles ». Alors qu'Andy est parti à la guerre, Melissa se marie, mais son attachement à Andy reste fort et elle continue à rester en contact alors qu'il se marie, devient un avocat à succès, s'implique dans la politique et, finalement, est élu au Sénat américain. Pendant ce temps, son mariage parti en lambeaux, Melissa se mêle à l'art et aux gigolos, boit plus qu'elle ne le devrait et se sépare de ses enfants. Finalement, elle et Andy sont impliqués dans une brève liaison, mais il est vraiment trop tard pour eux deux. Cependant, la dernière lettre d'Andy, écrite à sa mère après la mort prématurée de Melissa, montre de manière éloquente à quel point ils se sont vraiment signifiés et se sont donnés au fil des ans, physiquement séparés peut-être, mais spirituellement aussi proches que seuls les vrais amoureux peuvent l'être.

## Productions de Broadway et Off-Broadway
Mise en scène par John Tillinger, la pièce avec Kathleen Turner et John Rubinstein le 27 mars 1989 au Off-Broadway Promenade Theatre, où 64 représentations ont été données. La pièce n'est jouée que le dimanche et le lundi soir et la distribution change chaque semaine. Parmi ceux qui y sont apparus figurent Barbara Barrie, Philip Bosco, Stephen Collins, Victor Garber, Julie Harris, George Grizzard, Anthony Heald, George Hearn, Richard Kiley, Dana Ivey, William Hurt, Marsha Mason, Christopher Reeve, Holland Taylor, George Segal, Christopher Walken, Joan Van Ark, Treat Williams, Frances Sternhagen, Hank Offinger, Rebecca Cole, Meredith Baxter, Michael Gross et Nancy Blaine.
Le 31 octobre de la même année, une production de Broadway est donnée au Edison Theatre pour 96 représentations avec en premier lieu Colleen Dewhurst et Jason Robards. D'autres interprètes jumelés dans la production de Broadway comprennent Lynn Redgrave et John Clark, Stockard Channing et John Rubinstein, Jane Curtin et Edward Herrmann, Kate Nelligan et David Dukes, Polly Bergen et Robert Vaughn, Timothy Hutton et Elizabeth McGovern, Swoosie Kurtz et Richard Thomas, Elaine Stritch et Cliff Robertson, Nancy Marchand et Fritz Weaver ainsi que Robert Foxworth et Elizabeth Montgomery.

## Autres productions

### États-Unis

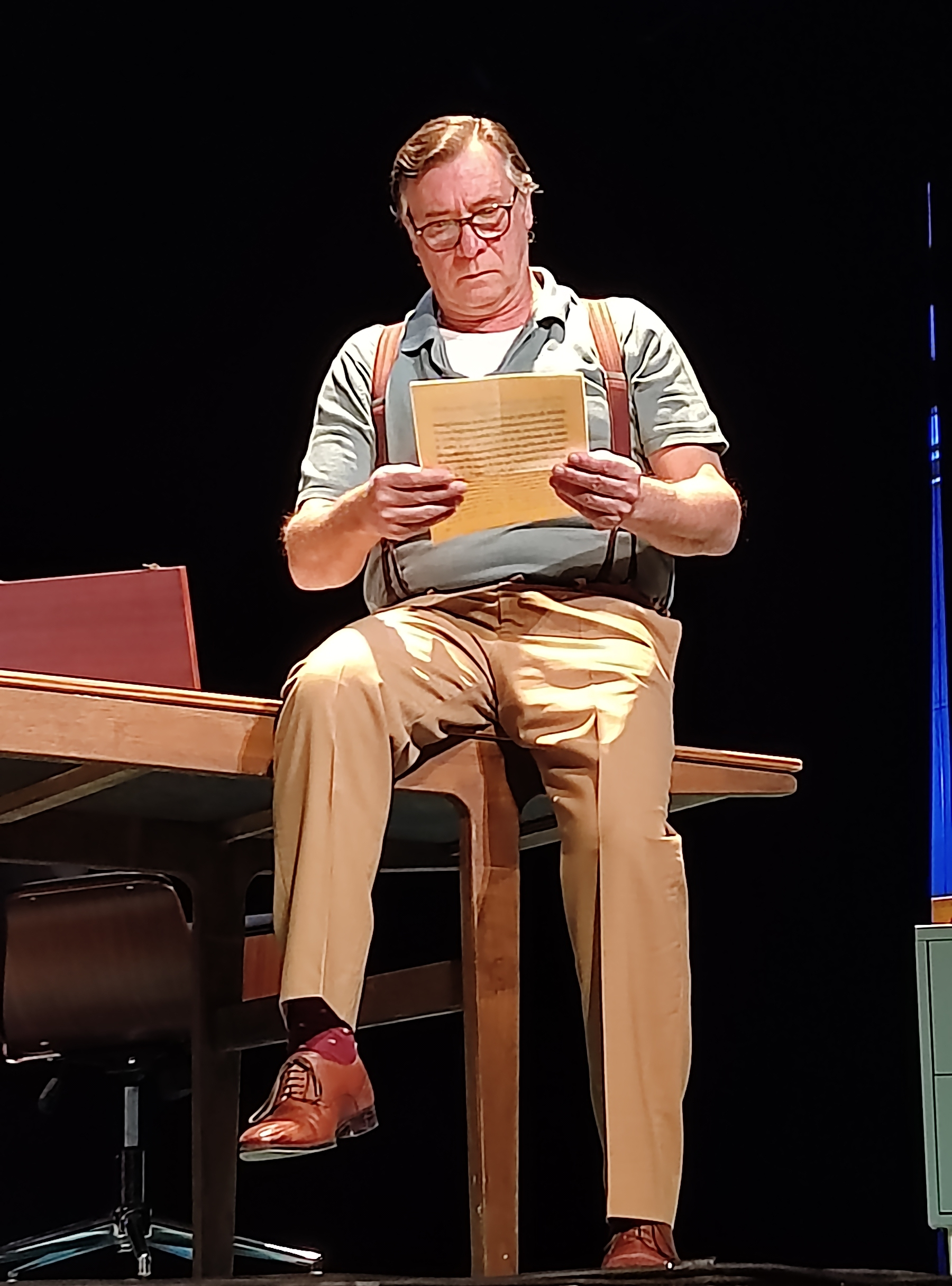
L'acteur Àlex Casanovas, jouant Cartes d'amor, à Calella en janvier 2023.

En 1990, une autre production est donnée au Canon Théâtre à Beverly Hills. Pendant 16 mois, pas moins de 128 actrices et acteurs se relaieront. Gena Rowlands et Ben Gazzara interprète la pièce à trois reprises. Le jeune Hollywood fait aussi partie de l'aventure : Molly Ringwald et Andrew McCarthy ou encore Matthew Broderick et Helen Hunt. Timothy Dalton et Whoopi Goldberg ont joué les amoureux de toujours pour les quatre derniers spectacles, y compris la clôture du dimanche soir 4 aout 1991 où ils ont été accueillis par des huées, des hurlements et des applaudissements prolongés du public. Ils étaient le 65ème couple au Canon Théâtre et le premier couple interracial à remplir les rôles. L'accueil le plus enthousiaste pour la pièce a été de loin celui de Los Angeles.
Le jour de la Saint-Valentin 1992, Charlton Heston et son épouse Lydia Clarke jouent la pièce au Hershey Theatre à Hershey, en Pennsylvanie.
Le 17 juillet 1993, Carol Burnett, Brian Dennehy, Mel Gibson et Sissy Spacek interprètent la pièce au Sheridan Opera House de Telluride, au Colorado.
En 1994, Liza Minnelli et Desi Arnaz Jr. donnent dans une performance-bénéfice de la pièce à Miami.
Le 4 juin 2007, Sigourney Weaver et Jeff Daniels interprètent Love Letters à l'Université de New York au bénéfice du Flea Theatre. Mise en scène par Jim Simpson — le mari de Sigourney Weaver — et en présence du dramaturge, cette performance est répétée le 26 juillet 2008 au Detroit Film Theatre du Detroit Institute of Art au profit de la Purple Rose Theatre Company de Jeff Daniels.
Quarante-cinq ans après le mythique film Love Story qui les avait réunis, Ryan O'Neal et Ali MacGraw jouent, le week-end du 25 - 26 juillet 2015, Love letters dans la Venise de l'Amérique, Fort Lauderdale en Floride.
Le 10 novembre 2016, Rita Wilson et Tom Hanks jouent Love Letters à l'Université de Stanford pour une collecte de fonds pour les arts.
En mai 2020, Sally Field et Bryan Cranston jouent une version en ligne de la pièce pendant la pandémie de Covid-19 au profit de l'Actors Fund.

### Asie
La pièce est interprétée au Japon depuis 1990 ; elle est adaptée et mise en scène par Yōji Aoi. Elle s'est jouée pour la première fois au PARCO Theater et est régulièrement programmée au sein de cet établissement avec des distributions prestigieuses. Parmi les tandems célèbres à avoir incarné Andy et Melissa, on compte notamment les duos Kōichi Miura / Yoshiko Miyazaki (1990) ; Takashi Miike / Narimi Arimori (2002) ; Teppei Koike / Aya Hirano (2012, 2018) ; Tatsunari Kimura / Akane Takayanagi (2020) ; Yūta Furukawa / Aki Maeda (2020) ou encore Akira Ishida / Megumi Ogata (2024).
En 1992, la pièce est adaptée en ourdou et dans un contexte indien par le dramaturge Javed Siddiqui, dans le rôle de Tumhari Amrita et interprétée par les acteurs indiens chevronnés Shabana Azmi et Farooq Sheikh, sous la direction de Feroz Abbas Khan. Elle a ensuite tourné dans de nombreuses régions du monde, notamment aux États-Unis, en Europe et au Pakistan.

### Europe
En 2023, Lloll Bertran et Àlex Casanovas jouent la pièce sous le titre Cartes d'amor dans les théâtres de Catalogne, notamment à Barcelone.

## Acteurs et actrices francophones
- Anouk Aimée a interprété le personnage féminin avec :  
  - Bruno Cremer en 1990
  - Jean-Louis Trintignant en 1991
  - Philippe Noiret en 2005 (au Théâtre de la Madeleine)[8]
  - Jacques Weber en 2006
  - Alain Delon en 2008 (au Théâtre de la Madeleine)
  - Gérard Depardieu en 2014 (au Théâtre Antoine à Paris et au Festival dei due mondi à Spolète[9])
- Jean-Louis Trintignant en 1993 au théâtre des Célestins
- Jean-Claude Frison en 2007-2008 au Théâtre de la Valette
- Jean-Pierre Marielle et sa femme Agathe Natanson en 2014 au théâtre Antoine
- Mylène Demongeot et Jean Piat en 2017 à la Comédie des Champs-Elysées